# 数算俄梅珥
数算俄梅珥（希伯來語：‎，羅馬化：s'firát ha'ómer）是一個出現在聖經妥拉利未記中為逾越節和五旬節之間的猶太習俗，預表耶穌基督成就律法上的事。時間上從安息日的次日即依照神的曆正月二十五日起算經過七個安息日，於次日(三月十四日)來到五旬節期(初熟的節期)，歷時共50天。 
這項誡命來源為希伯来聖經: 利未記 23:15–22，開始於安息日的次日到安息日的次日，共計50天。
俄梅珥是穀物的單位。出埃及記 16:16 耶和華所吩咐的是這樣：你們要按著各人的飯量，為帳篷裡的人按著人數收起來，各拿一俄梅珥。出埃及記 16:36 俄梅珥乃伊法十分之一。一伊法約22公升，伊法十分之一就是2.2 公升，伊法十分之一即一俄梅珥。  
利未記23:9~22
耶和華對摩西說：你曉諭以色列人說：你們到了我賜給你們的地，收割莊稼的時候，要將初熟的莊稼一捆帶給祭司。他要把這一捆在耶和華面前搖一搖，使你們得蒙悅納。祭司要在安息日的次日把這捆搖一搖。搖這捆的日子，你們要把一歲、沒有殘疾的公綿羊羔獻給耶和華為燔祭。同獻的素祭，就是調油的細麵伊法十分之二，作為馨香的火祭，獻給耶和華。同獻的奠祭，要酒一欣四分之一。無論是餅，是烘的子粒，是新穗子，你們都不可吃，直等到把你們獻給神的供物帶來的那一天才可以吃。這在你們一切的住處作為世世代代永遠的定例。你們要從安息日的次日，獻禾捆為搖祭的那日算起，要滿了七個安息日。到第七個安息日的次日，共計五十天，又要將新素祭獻給耶和華。要從你們的住處取出細麵伊法十分之二，加酵，烤成兩個搖祭的餅，當作初熟之物獻給耶和華。又要將一歲、沒有殘疾的羊羔七隻、公牛犢一隻、公綿羊兩隻，和餅一同奉上。這些與同獻的素祭和奠祭要作為燔祭獻給耶和華，就是作馨香的火祭獻給耶和華。你們要獻一隻公山羊為贖罪祭，兩隻一歲的公綿羊羔為平安祭。祭司要把這些和初熟麥子做的餅一同作搖祭，在耶和華面前搖一搖；這是獻與耶和華為聖物歸給祭司的。當這日，你們要宣告聖會；什麼勞碌的工都不可做。這在你們一切的住處作為世世代代永遠的定例。在你們的地收割莊稼，不可割盡田角，也不可拾取所遺落的；要留給窮人和寄居的。我是耶和華─你們的神。
從聖經經文看到耶穌基督復活後如同初熟的果子，要先獻祭給神，這是第一次升天，是隱匿的，然後他回來與門徒見面。耶穌基督在地上行走四十天，教導門徒更多的事，接著再一次升天，然後是聖靈的降臨。耶穌基督在地裡三夜三日復活(第三日)的次日，即七日的第一日，就是耶穌復活後向婦女與門徒先顯現的那一日。約翰福音 20:17 耶穌說：「不要摸我，因我還沒有升上去見我的父。你往我弟兄那裡去，告訴他們說我要升上去見我的父，也是你們的父，見我的神，也是你們的神。」約翰福音 20:26~28 過了八日，門徒又在屋裡，多馬也和他們同在。門都關了，耶穌來站在當中說：「願你們平安！」 就對多馬說：「伸過你的指頭來，摸我的手！伸出你的手來，探入我的肋旁！不要疑惑，總要信！」 多馬說：「我的主！我的神！」
這天是獻初熟的莊稼與一歲、沒有殘疾的公綿羊羔的日子，耶穌基督作為律法的成全，應驗了經上有關初熟節與五旬節的事。這要應驗他們律法上所寫的話說：『他們無故地恨我。』 但我要從父那裡差保惠師來，就是從父出來真理的聖靈；他來了，就要為我作見證。 你們也要作見證，因為你從起頭就與我同在。約翰福音 15:26 。這事從安息日的次日經過七個安息日，於次日來到五旬節，如使徒行傳2:1~4：
1. 五旬節到了，門徒都聚集在一處。
2. 忽然，從天上有響聲下來，好像一陣大風吹過，充滿了他們所坐的屋子，
3. 又有舌頭如火焰顯現出來，分開落在他們各人頭上。
4. 他們就都被聖靈充滿，按著聖靈所賜的口才說起別國的話來。

耶穌基督在地裡三夜三日(第三日)復活，日子是從正月的十五日開始，即逾越節的開始，是第一日；接著經過正月十六日，是第二日；然後是第三日，即正月十七日，耶穌基督復活。
正月的十五日是大日，是守為節期的安息日；正月的十七日是七日的安息日，利未記23:9~22中所說的安息日的次日即為七日的安息日的次日，並非指節期的安息日。
約拿書 1:17 耶和華安排一條大魚吞了約拿，他在魚腹中三日三夜。
馬太福音 12:8 因為人子是安息日的主。
馬太福音 12:40 約拿三日三夜在大魚肚腹中，人子也要這樣三日三夜在地裡頭。
馬太福音 16:21 從此，耶穌才指示門徒，他必須上耶路撒冷去，受長老、祭司長、文士許多的苦，並且被殺，第三日復活。
哥林多前書 15:20 但基督已經從死裡復活，成為睡了之人初熟的果子。

要如何數算俄梅珥呢? 按著現行猶太曆，由於每年逾越節期的日子沒有固定在星期幾，因此如是要與聖經上的話一致，數算俄梅珥會變得困難。因為現行猶太曆與起初神在西乃山頒布律法的曆是不同的。起初神在西乃山頒布律法的曆，即以諾一書上的曆。就日子來說，都是固定的，因此數算俄梅珥就能夠按著聖經上的話去做。所以，按著現行猶太曆數算俄梅珥，就只能從安息日的次日，傳統認為安息日的次日是逾越節的次日，逾越節即是節期安息日剛好也是第七日安息日，所以有許多從正月十六日算起，將初熟節與耶穌的復活視為兩件事。但實際上,聖經上的節期是耶和華的節期，不單給猶太選民也給外邦信徒。馬太福音 5:17~18 耶穌基督說：莫想我來要廢掉律法和先知，我來不是要廢掉，乃是要成全。 我實在告訴你們：就是到天地都廢去了，律法的一點一畫也不能廢去，都要成全。若從歷史、曆法、與天文來看，聖經上的節期與第七日安息日與耶穌基督的受檢(正月初十日)、死亡(正月十四日)、正月十五日(節期安息日-大日)、復活(正月十七日-安息日)、獻初熟的果子(正月二十五日-大麥初熟節)，乃至五旬節(小麥初熟節)、住棚節，時間都會是一致的。

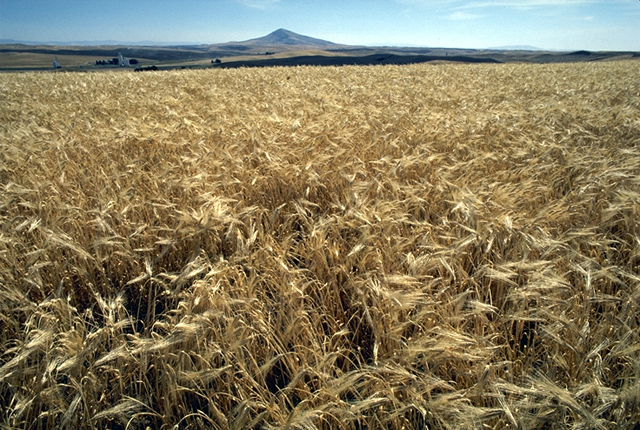

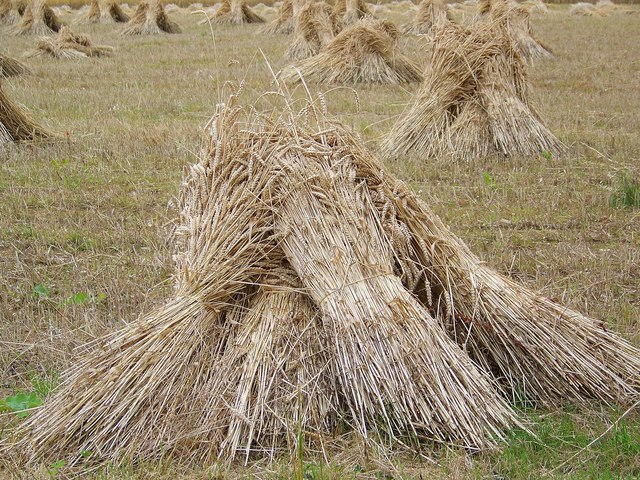